# 849

## Evenimente
- Bătălia navală de la Ostia. Bătălie purtată între pirații sarazini și o ligă a statelor din sudul Italiei, compusă din vase papale, napolitane, amalfitane și din Gaeta. Bătălia s-a încheiat în favoarea ligii italiene.

## Nașteri
- Alfred cel Mare, rege anglo-saxon al regatului Wessex (871-899), (d. 899)

## Decese
- 15 ianuarie: Theophilaktos (asociat)  (n. 793)
- dată necunoscută: Siconulf  (n. ?)